# Saint-Seine-l'Abbaye
Pour les articles homonymes, voir Saint-Seine (homonymie).
Saint-Seine-l'Abbaye, anciennement Saint-Seine-en-Montagne, est une commune française située dans le département de la Côte-d'Or en région Bourgogne-Franche-Comté. Elle est traversée par l'Ougne.

## Géographie

### Villages, hameaux, bourgs, lieux-dits, écarts
Cestres  (forêt) -

### Climat
Pour des articles plus généraux, voir Climat de la Bourgogne-Franche-Comté et Climat de la Côte-d'Or.
En 2010, le climat de la commune est de type climat des marges montargnardes, selon une étude du Centre national de la recherche scientifique s'appuyant sur une série de données couvrant la période 1971-2000. En 2020, Météo-France publie une typologie des climats de la France métropolitaine dans laquelle la commune est exposée à un climat océanique altéré et est dans la région climatique  Bourgogne, vallée de la Saône, caractérisée par un bon ensoleillement (1 900 h/an), un été chaud (18,5 °C), un air sec au printemps et en été et des vents faibles. 
Pour la période 1971-2000, la température annuelle moyenne est de 9,7 °C, avec une amplitude thermique annuelle de 16,6 °C. Le cumul annuel moyen de précipitations est de 968 mm, avec 13,3 jours de précipitations en janvier et 8,5 jours en juillet. Pour la période 1991-2020, la température moyenne annuelle observée sur la station météorologique de Météo-France la plus proche, « Saint-Martin-du-M », sur la commune de Saint-Martin-du-Mont à 1 km à vol d'oiseau, est de 9,9 °C et le cumul annuel moyen de précipitations est de 938,1 mm,. Pour l'avenir, les paramètres climatiques de la commune estimés pour 2050 selon différents scénarios d'émission de gaz à effet de serre sont consultables sur un site dédié publié par Météo-France en novembre 2022.

## Urbanisme

### Typologie
Au 1er janvier 2024, Saint-Seine-l'Abbaye est catégorisée commune rurale à habitat dispersé, selon la nouvelle grille communale de densité à 7 niveaux définie par l'Insee en 2022.
Elle est située hors unité urbaine. Par ailleurs la commune fait partie de l'aire d'attraction de Dijon, dont elle est une commune de la couronne,. Cette aire, qui regroupe 333 communes, est catégorisée dans les aires de 200 000 à moins de 700 000 habitants,.

### Occupation des sols
L'occupation des sols de la commune, telle qu'elle ressort de la base de données européenne d’occupation biophysique des sols Corine Land Cover (CLC), est marquée par l'importance des territoires agricoles (87,6 % en 2018), une proportion identique à celle de 1990 (87,6 %). La répartition détaillée en 2018 est la suivante : 
terres arables (46,9 %), prairies (26,8 %), zones agricoles hétérogènes (13,9 %), zones urbanisées (10,3 %), forêts (2 %). L'évolution de l’occupation des sols de la commune et de ses infrastructures peut être observée sur les différentes représentations cartographiques du territoire : la carte de Cassini (XVIIIe siècle), la carte d'état-major (1820-1866) et les cartes ou photos aériennes de l'IGN pour la période actuelle (1950 à aujourd'hui).

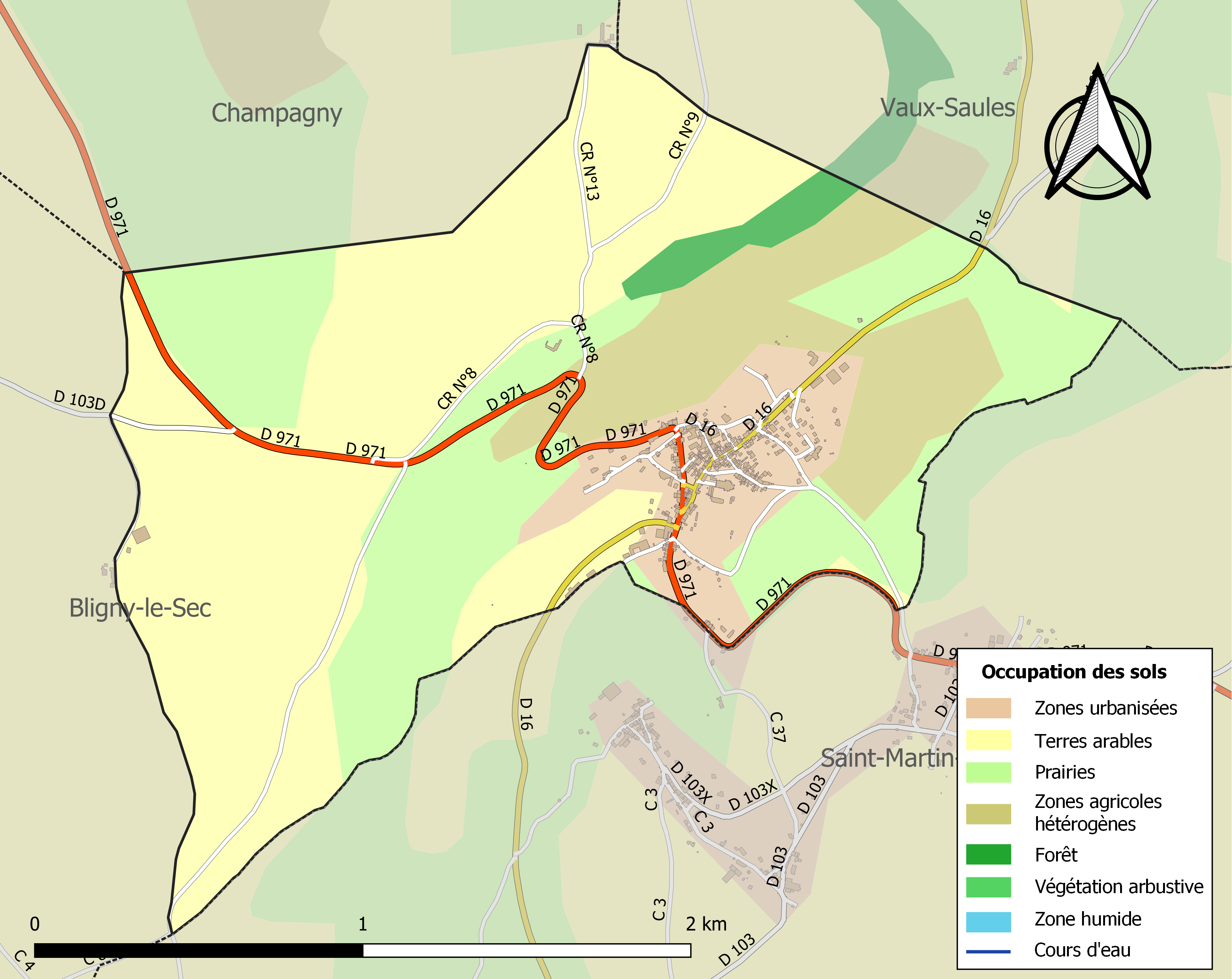
Carte des infrastructures et de l'occupation des sols de la commune en 2018 (CLC).

## Histoire
À l'époque médiévale, le développement de Saint-Seine-l'Abbaye est étroitement lié à l’activité de l'abbaye voisine. Plusieurs édifices datant de la fin du Moyen Âge témoignent de la richesse de ce bourg bourguignon. Cette tendance se retrouve dans d'autres bourgs monastiques comme Flavigny-sur-Ozerain, Tournus ou encore Cluny.
Au cours de la période révolutionnaire de la Convention nationale (1792-1795), la commune a porté le nom de Seine-en-Montagne.

## Politique et administration
| Période                                  | Période        | Identité         | Étiquette | Qualité                          |
| ---------------------------------------- | -------------- | ---------------- | --------- | -------------------------------- |
| 1898                                     | septembre 1930 | Félix Bony       |           | Brasseur                         |
| septembre 1930                           |                | Adrien Renault   |           |                                  |
| vers 1970                                |                | Albert Duthu     |           | Horticulteur                     |
| mars 2001                                | octobre 2007   | Christian Myon † | UMP       | Conseiller général jusqu'en 2007 |
| novembre 2007                            | en cours       | Daniel Malgras   |           |                                  |
| Les données manquantes sont à compléter. |                |                  |           |                                  |

## Démographie
L'évolution du nombre d'habitants est connue à travers les recensements de la population effectués dans la commune depuis 1793. Pour les communes de moins de 10 000 habitants, une enquête de recensement portant sur toute la population est réalisée tous les cinq ans, les populations de référence des années intermédiaires étant quant à elles estimées par interpolation ou extrapolation. Pour la commune, le premier recensement exhaustif entrant dans le cadre du nouveau dispositif a été réalisé en 2006.

En 2022, la commune comptait 361 habitants, en évolution de −2,96 % par rapport à 2016 (Côte-d'Or : +0,82 %, France hors Mayotte : +2,11 %).
| 1793 | 1800 | 1806 | 1821 | 1836 | 1841 | 1846 | 1851 | 1856 |
| ---- | ---- | ---- | ---- | ---- | ---- | ---- | ---- | ---- |
| 692  | 775  | 788  | 813  | 897  | 904  | 923  | 890  | 785  |

| 1861 | 1866 | 1872 | 1876 | 1881 | 1886 | 1891 | 1896 | 1901 |
| ---- | ---- | ---- | ---- | ---- | ---- | ---- | ---- | ---- |
| 734  | 678  | 668  | 616  | 610  | 599  | 546  | 515  | 502  |

| 1906 | 1911 | 1921 | 1926 | 1931 | 1936 | 1946 | 1954 | 1962 |
| ---- | ---- | ---- | ---- | ---- | ---- | ---- | ---- | ---- |
| 551  | 503  | 463  | 471  | 418  | 383  | 357  | 395  | 352  |

| 1968 | 1975 | 1982 | 1990 | 1999 | 2006 | 2011 | 2016 | 2021 |
| ---- | ---- | ---- | ---- | ---- | ---- | ---- | ---- | ---- |
| 358  | 352  | 309  | 326  | 355  | 365  | 358  | 372  | 364  |

| 2022 | - | - | - | - | - | - | - | - |
| ---- | - | - | - | - | - | - | - | - |
| 361  | - | - | - | - | - | - | - | - |

## Culture locale et patrimoine

### Lieux et monuments
L'abbaye de Saint-Seine est une ancienne abbaye bénédictine dont l'origine remonte au VIe siècle.
Son plan est de type bénédictin avec trois nefs, transept et absidioles échelonnées. Ses chevets plats montrent une influence cistercienne.
L'édifice achevé en 1235 brûle 20 ans plus tard en 1255, n'épargnant que le chœur et le croisillon nord. La reconstruction ne sera effectuée que vers la fin du XIVe siècle et au XVe siècle. Des 2 tours prévues à la façade, seule la tour nord fut achevée vers 1484.
Du monastère qui se développait au sud de l'église il ne reste, de nos jours, que des bâtiments du XVIIIe siècle.
Cet édifice est le plus ancien site sacré du gothique bourguignon avec son porche couvert du XVe siècle, sa nef à quatre travées et collatéraux, puis ses stalles sculptées du XVIIIe siècle. Elles sont le chef-d'œuvre de Guillaume Theiss, artisan luxembourgeois installé au pays, et remplaçant celles du siècle précédent installées par Jean IV de Blaisy.
La fresque de la clôture nord datant de 1504 et composée de deux rangées de 21 tableautins illustre la vie de saint Seine. Pendant la Révolution, ces fresques subissent des dégradations. Classées au registre des monuments historiques en 1908, elles ont été, petit à petit, réhabilitées et restaurées.
L'abbatiale de Saint-Seine fait l'objet d'un classement au titre des Monuments historiques depuis 1862.

### Personnalités liées à la commune
- Georges Joseph Dufour (1758-1820),général des armées de la République et de l'Empire(nom gravé sous l'Arc de Triomphe).
- Jean-Baptiste Martenot, architecte
- Marie-Alphonse Sonnois (1828-1913), évêque de Saint-Dié (Vosges) puis archevêque de Cambrai (Nord) était le fils d'un médecin de Saint-Seine-l'Abbaye et y passa son enfance.
- Roger Guillemin, professeur de neuro-endocrinologue, prix Nobel de médecine en 1977, y exerça comme médecin généraliste en 1948.
- Philibert Guettet,né à Perrecy-les-Forges,(30.04.1813),décédé à St-Seine l'Abbaye (21.01.1900). Médecin hydrothérapeute,fait Officier de la couronne du chêne par le Roi Guillaume II des Pays-Bas en 1845. Fondateur en 1846 d'un Etablissement d'hydrothérapie à St Seine  dans la maison conventuelle de l'ancienne abbaye.

### Héraldique
| Blason de Saint-Seine-l'Abbaye | Les armes de Saint-Seine-l'Abbaye se blasonnent ainsi : D'azur au dextrochère de carnation, habillé d'une manche large d'argent, tenant une crosse contournée d'or posée en pal. Il s'agit des armoiries de l'abbaye. La crosse tournée vers la droite indique la dépendance vis-à-vis de l'évêché. |